# Antoine Sire
Pour les articles homonymes, voir Sire.
 (juillet 2018).
Antoine Sire, né le 8 décembre 1960 à Boulogne-Billancourt (Seine), est un homme de communication français, plus connu du grand public pour ses activités dans le cinéma, la radio ou comme écrivain.

## Biographie
Il est le fils de Gérard Sire (29 mars 1927 - 22 novembre 1977), scénariste, producteur et animateur de radio, et d'Annette Altman (8 janvier 1934 - 21 mai 1998) qui a une carrière radiophonique, cinématographique et théâtrale.
Au cinéma, Antoine Sire, en 1966, joue le rôle d'Antoine, le fils de Jean-Louis Duroc (interprété par Jean-Louis Trintignant), dans Un homme et une femme de Claude Lelouch. Il reprend son rôle, vingt ans plus tard dans Un homme et une femme : Vingt ans déjà et en 2019 dans Les Plus Belles Années d'une vie.
Antoine Sire est diplômé de l'Institut d'études politiques de Paris et titulaire d'un DEA de droit public.
Il a été champion de France de motonautisme en 1984 et deuxième aux 24 heures de Rouen en 1990
Après avoir travaillé à l'Association française des banques, puis au Crédit mutuel, il devient directeur de la communication de la BNP (1997), puis de BNP Paribas (2000) : il dirige notamment, avec le designer Laurent Vincenti, la conception du logo étoilé de la banque et la création des codes de communication du nouveau groupe né de la fusion. Il développe les engagements sociétaux de la banque, notamment en banlieue parisienne où BNP Paribas est un employeur important.
En 2003, il crée une émission de radio L'Atelier numérique vouée aux nouveautés en matière de technologies numériques et par extension aux technologies vertes, dans laquelle il anime une rubrique, le Crash-test.
Le 15 juillet 2013, il annonce son départ de BNP Paribas pour se consacrer à sa passion qu'est le cinéma et son histoire. Il sera remplacé en octobre de la même année par Bertrand Cizeau. Il achève début 2016 la rédaction de Hollywood, la cité des femmes, un livre qui revisite l'histoire de l'âge d'or d'Hollywood à travers le rôle des femmes. Tout en contribuant au développement et aux contenus de la start-up parisfaitsoncinéma.com, dont il est l'un des associés, il rejoint l'agence Havas Worldwide Paris en tant que Partner. Il revient chez BNP Paribas en tant que membre du comité exécutif et directeur de l'engagement d'entreprise, à compter du 1er septembre 2017. Cette nouvelle fonction a pour objectif d’intégrer la transformation écologique et sociale dans les processus opérationnels de la banque.
En octobre 2018, il tourne à nouveau avec Claude Lelouch dans Les plus belles années d’une vie, un film qui poursuit, avec les mêmes comédiens, l'histoire d'Un homme et une femme.
De septembre 2020 à juin 2021, il est l’un des trois co-présidents du groupe de travail informel qui aboutit, à l’issue de cette période, au lancement de la Task force for Nature based Financial Disclosures (TNFD), à l’initiative de gouvernements, d’organisations internationales, d’ONG et d’acteurs privés. La TNFD a pour objectif de créer un cadre mondial permettant aux entreprises de publier les impacts de leur activité sur la biodiversité, et donc aux acteurs financiers d’orienter les capitaux et les crédits vers les activités les plus respectueuses de la nature.
Engagé sur les questions de diversité et d'égalité des chances, Antoine Sire est par ailleurs depuis 2019 membre du comité d'orientation du Club XXIe siècle.

## Publications
- Il a publié un roman en 1997 : Aux couleurs de la butte, Nantes, Albin Michel, 1997 (ISBN 978-2-84072-966-2, BNF 38479945, lire en ligne).
- Il publie régulièrement des articles sur le cinéma dans Slate.fr http://www.slate.fr/source/74543/antoine-sire
- Il a publié deux monographies Le Diable et le Cryptographe et Le Mentor trahi de Steve McQueen sur Ulyces.fr http://www.ulyces.co/author/antoine-sire/
- Il publie chaque semaine une fiche sur un film classique ayant Paris pour cadre, sur le site http://www.parisfaitsoncinema.com
- Il a publié en octobre 2016 Hollywood, la Cité des Femmes (Histoires des actrices de l'âge d'or d'Hollywood 1930-1955), Institut Lumière / Actes Sud Beaux Arts, premier livre à décrire la trajectoire d'une centaine de femmes qui ont construit le mythe hollywoodien,  http://www.actes-sud.fr/catalogue/cinema/hollywood-la-cite-des-femmes

## Distinctions
- Officier de l'ordre des Arts et des Lettres (2019)[9]